# 256년

## 연호
- 위(魏) 정원(正元) 3년 / 감로(甘露) 원년
- 촉(蜀) 연희(延熙) 19년
- 오(吳) 오봉(五鳳) 3년 / 태평(太平) 원년

## 기년
- 위(魏) 폐제(廢帝) 3년
- 촉(蜀) 후주(後主) 34년
- 오(吳) 폐제(廢帝) 5년
- 신라(新羅) 첨해 이사금(沾解泥師今) 10년
- 고구려(高句麗) 중천왕(中川王) 9년
- 백제(百濟) 고이왕(古爾王) 23년

## 사건
- 음력 3월, 신라 동쪽 바다에서 큰 물고기 세 마리가 나왔는데, 길이가 세 길이고, 높이가 한 길 두 자였다.
- 음력 10월 그뭄에 일식이 있었다.

## 사망
- 삼국시대 조위 초기 점술가 관로(管輅)

## 참고 문헌
- 김부식 (1145). 〈권02 첨해 이사금 條〉. 《삼국사기》.